# Renata Scotto
Renata Scotto (Savona, Italija, 24. veljače 1934.) talijanska je sopranistica i operna redateljica.
Renata Scotto rođena je u Savoni u Italiji 24. veljače 1934. Debitirala je u svom rodnom gradu na Badnjak 1952. u dobi od 18 godina ispred rasprodane dvorane kao Violet u Verdijevoj La Traviati. Sljedećeg dana imala je "službeni" operni debi u Teatru Nuovo u Milanu kao Violeta. Ubrzo nakon toga nastupila je u prvoj Puccinijevoj operi Madama Butterfly, u Savoni, za što je plaćena dvadeset pet tisuća lira. Obje uloge kasnije će se usko povezati s njezinim imenom.
Prepoznata po svom stilu, muzikalnosti i kao izvanredna pjevačica-glumica, Scotto se smatra jednom od istaknutih pjevačica svoje generacije, specijaliziranom za repertoar bel canta s izletima u verizmu i Verdijevim repertoarima. Otkako se 2002. godine povukla s pozornice kao pjevačica, uspješno se okrenula opernoj režiji i predavanju u Italiji i Americi, te akademskim pozicijama na Nacionalnoj akademiji Santa Sicilia u Rimu i školi Juilliard u New Yorku. Živi u Armandu u New Yorku sa suprugom Lorenzom Anselmijem.
Dobila je dva Emmyja za televizijsko emitiranje „La Gioconde” i za režiju „La Traviate” iz NYCO-a. Ima počasni doktorat Juilliard School od 2009. godine.